# Noëlle Cordier
Noëlle Cordier (Parijs, 7 april 1944) is een Franse zangeres.
In 1967 deed ze voor Frankrijk mee aan het Eurovisiesongfestival met het lied Il doit faire beau là-bas; ze werd er 3e van de 17 deelnemers.
In Frankrijk is het een van de beter bekende Eurovisienummers. Cordier wilde in 1970 weer meedoen aan het songfestival, dit keer met het lied Comme on pourrait s'aimer, maar ze werd niet geselecteerd om haar land te vertegenwoordigen.
In 1973 deed ze mee aan de Rock Opera La Révolution Française in Parijs. In 1975 had ze groot succes met het lied Tu t'en vas, een duet met de zanger Alain Barrière. In de Nationale Hitparade bereikte het nummer de 4e plaats. Liedjes als Un amour comme le nôtre, Aimer comme je t'aime en Mon cœur pour te garder zijn erg populair in Frankrijk en Quebec. In 1978 waagde Cordier nog een laatste kans om Frankrijk te vertegenwoordigen op het songfestival met het lied Tombe l'eau. Weer werd ze niet verkozen door de Franse tv-zender.
1956: Mathé Altéry + Dany Dauberson · 
1957: Paule Desjardins · 
1958: André Claveau · 
1959: Jean Philippe · 
1960: Jacqueline Boyer · 
1961: Jean-Paul Mauric · 
1962: Isabelle Aubret · 
1963: Alain Barrière · 
1964: Rachel · 
1965: Guy Mardel · 
1966: Dominique Walter · 
1967: Noëlle Cordier · 
1968: Isabelle Aubret · 
1969: Frida Boccara · 
1970: Guy Bonnet · 
1971: Serge Lama · 
1972: Betty Mars · 
1973: Martine Clémenceau · 
1975: Nicole Rieu · 
1976: Catherine Ferry · 
1977: Marie Myriam · 
1978: Joël Prévost · 
1979: Anne-Marie David · 
1980: Profil · 
1981: Jean Gabilou · 
1983: Guy Bonnet · 
1984: Annick Thoumazeau · 
1985: Roger Bens · 
1986: Cocktail Chic · 
1987: Christine Minier · 
1988: Gérard Lenorman · 
1989: Nathalie Pâque · 
1990: Joëlle Ursull · 
1991: Amina · 
1992: Kali · 
1993: Patrick Fiori · 
1994: Nina Morato · 
1995: Nathalie Santamaria · 
1996: Dan Ar Braz & Héritage des Celtes · 
1997: Fanny · 
1998: Marie Line · 
1999: Nayah · 
2000: Sofia Mestari · 
2001: Natasha Saint-Pier · 
2002: Sandrine François · 
2003: Louisa Baïleche · 
2004: Jonatan Cerrada · 
2005: Ortal · 
2006: Virginie Pouchain · 
2007: Les Fatals Picards · 
2008: Sébastien Tellier · 
2009: Patricia Kaas · 
2010: Jessy Matador · 
2011: Amaury Vassili · 
2012: Anggun · 
2013: Amandine Bourgeois · 
2014: Twin Twin · 
2015: Lisa Angell · 
2016: Amir · 
2017: Alma · 
2018: Madame Monsieur · 
2019: Bilal Hassani · 
2021: Barbara Pravi · 
2022: Alvan & Ahez · 
2023: La Zarra · 
2024: Slimane · 
2025: Louane
- International Standard Name Identifier: 0000 0000 4900 859X
- Library of Congress Control Number: no2006054434
- MusicBrainz: 114b3da8-b401-47f1-976f-e35eb0e0fc5b
- Virtual International Authority File: 39129621
- WorldCat: E39PBJqVRmvPT3gJY9KhxFGfv3